# Đuro Arnold
‎Đuro Arnold, hrvaški pedagog, geograf, zgodovinar in filozof, * 24. marec 1853, Ivanec, † 22. februar 1941.
Arnold je bil rektor Univerze v Zagrebu v študijskem letu 1899/90 in profesor pedagogike, teoretične in praktične filozofije na Filozofski fakulteti.